# Дмт
Це стаття про античну державу, про середньовічну державу дивіться статтю Дамот.
Дмт (прото-геез: ; геез ዳሞት, Дмт, Дамот, Dʿmt) — антична держава на території сучасної Еритреї та північної Ефіопії, яка існувала протягом X—V ст. до н. е. Про Дмт збереглося небагато згадок в історичних джерелах, в той же час археологічних робіт було проведено недостатньо. Таким чином, невідомо чи держава припинила своє існування перед виникненням Аксумського царства, була його попередником або лише одним із декількох менших держав, які увійшли до складу Аксума приблизно в I ст.

## Історія
Вважається, що столицею царства була сучасна Єха (Ефіопія, провінція Тиграй). Населення держави розвивало іригаційне землеробство, користувалося плугами, вирощувало просо та виготовляло залізні зброю та інструменти.
Деякі сучасні історики (Стюарт Мунро-Хей, Родольфо Фаттовіч, Аєле Бекеріє, Каїн Фелдер, Ефраїм Ісаак) розглядають цю культуру як місцеву, хоча із деяким впливом сабейців у зв'язку із домінуванням останніх в червономорському регіоні. Інші ж (Джозеф Майклз, Генрі де Контенсон, Текле-Цадік Мекурія, Стенлі Бернштейн), навпаки, вважають культуру Дмт результатом змішення сабейців та аборигенів регіону. Однак, останні наукові дослідження вказують на те, що мова геез, якою розмовляли в Еритреї та північній Ефіопії не походить від сабейської.
Після занепаду Дмт в V ст. до н. е., на території Еритреї та північної Ефіопії існувало декілька малих держав, поки одна із них, Аксум, не посилилася настільки, що змогла об'єднати регіон під своєю владою.